# Andrew (singel)
Andrew – piosenka singlowa Julii Marcell, która zapowiada nadchodzący album artystki. Singel ukazał się w styczniu 2016 pod szyldem Mystic Production. Pomimo anglosaskiego tytułu tekst piosenki, nietypowo dla Marcell, jest po polsku.

## Notowania
Pozycje na listach przebojów
| Kraj   | Lista (2016)                       | Najwyższa pozycja |
| ------ | ---------------------------------- | ----------------- |
| Polska | Lista przebojów Programu Trzeciego | 11                |
| Polska | Uwuemka                            | 2                 |